# Castel C-24
Dimensions
Le Castel C-24  est un planeur d'entraînement biplace monoplan à aile haute  construit à la fin des années 1930 en France.

## Histoire
Le C-34 Condor, précédent planeur de l'ingénieur Robert Castello, est détruit dans un accident lors d'un lancement au sandow le 27 juin 1934. Si le fuselage est irrécupérable les ailes restent disponibles. S'inspirant de l'Austria de Robert Kronfeld Castello étudie en 1935 un fuselage biplace en tandem et un plan central sur lequel se montent les ailes du C-34.

## Conception
La place arrière, celle du moniteur, se trouve au centre de gravité. On y accède grâce à une porte sous l'aile gauche. La visibilité et le confort y sont déplorables. La place avant est protégée par une verrière en plusieurs panneaux. 

## Versions
Le C-24 est suivi par le C-24 Casoar muni d'une aile en seulement deux pièces sans plan central. Un troisième modèle avec un fuselage redessiné sera construit par les apprentis chez Caudron Renault pour le Club olympique de Billancourt.

## Vols
Le 8 mai 1938 Spire et Poirot améliorent le record de France masculin de distance en biplace avec 91 km sur le C-24 du COB. Ce record sera amélioré le 23 avril 1938 par Colin et Melleton sur le même appareil avec 200 km.